# Stethaprion
Stethaprion is een geslacht van straalvinnige vissen uit de familie van de karperzalmen (Characidae).

## Soorten
- Stethaprion crenatum Eigenmann, 1916
- Stethaprion erythrops Cope, 1870